# Mathématisation de la physique
La mathématisation de la physique s'opère par plusieurs approches distinctes :
- « Lois » ad hoc, comme celle de Bode, dont on observe qu'elles semblent respectées, mais sans avancer d'hypothèses explicatives.
- Lois démonstratives comme
  - la gravitation de Newton,
  - la relativité générale d'Einstein,
  - la théorie cinétique des gaz,

expliquant en général des lois antérieures par un plus petit nombre de principes. On ne fait pas d'hypothèse sur la raison de ces principes. C'est le hypotheses non fingo de Newton chez la Philosophiae Naturalis Principia Mathematica. Mais un mécanisme est cette fois-ci présent.
- Lois ou principes de minimisation ou de maximisation, ainsi de Le Chatelier, de Fermat, Hamilton ou Maupertuis. Elles se distinguent des lois ad hoc en ce sens que
  - leur validité ne prête pas à une explication par le simple hasard ;
  - leur application est totalement quantifiée, sans paramètre arbitraire ;
  - on n'y envisage pas de mécanisme de causalité (ce qui ne signifie pas qu'on la récuse).
- Lois de cohérence interne découlant d'une implication logique (exemple : principe anthropique), ou du théorème de Noether. Exemple :
  - la distribution des vitesses dans un gaz ne doit pas dépendre de l'orientation du repère d'où on l'observe : cela restreint la distribution de vitesses possibles aux quelques lois stables par invariance de repères de Paul Lévy.

## Utilisation de vecteurs en physique
Depuis la découverte des quaternions par Hamilton, la physique utilise le dérivé naturel de ceux-ci à savoir les vecteurs. Maxwell base toute la théorie de l'électromagnétisme sur l'utilisation de vecteur. Pour rappel un quaternion utilise une composante réelle (qui est l'équivalent de l'intensité pour un vecteur) et 3 composantes imaginaires (qui sont l'équivalent des 3 repères spatiaux pour un vecteur).

## Utilisation de la théorie des groupes en physique
La théorie des groupes s'utilise pour décrire des particules élémentaires de l'atome et plus particulièrement les symétries existant parmi celles-ci.

## Utilisation d'équations différentielles
Schrödinger décrit l'équation d'onde d'une particule autour de l'atome (électron, voire méson) par une équation différentielle appelée équation de Schrödinger.

## Problème lié à la théorie de l'information (Brillouin)
Léon Brillouin fait remarquer dans Science et théorie de l'information que la quantité d'information contenue dans une loi physique est supérieure à celle contenue dans les essais qui ont conduit à sa formulation (si l'on suppose la loi infiniment précise, elle contient même une quantité d'information infinie alors qu'on a procédé à un nombre fini d'essais.
Voir Induction.

## Articles liés
- Rasoir d'Ockham